# 真鱥
真鱥（学名：Phoxinus phoxinus）为輻鰭魚綱鯉形目雅羅魚科鱥屬的鱼类。遍布歐亞大陸，從英國和西班牙到西伯利亞東部以及韓國，在中国，分布于黑龙江、鸭绿江、新疆额尔齐斯河、图门江等，多见于水流缓慢的水质清澈的水。该物种的模式产地在欧洲。本魚體延長且側扁，背部通常為棕綠色，腹部灰白色，其側線通常延伸超出臀鰭的鼻部，沿著側線有一排垂直拉長的斑點，背鰭硬棘3枚、背鰭軟條6-8枚、臀鰭硬棘3枚、臀鰭軟條6-8枚、脊椎骨38-40個，體長可達14公分，壽命可達11年，屬雜食性，以水中藻類、軟體動物、甲殼類及昆蟲等為食，繁殖期時會溯河迴游水淺的礫石區域。可作為食用魚、觀賞魚、餌魚，另外也是重要的實驗用魚, 對於在魚的知覺器官上的研究。

## 亚种
- 真鱥指名亚种（学名：Phoxinus phoxinus phoxinus），Linnaeus于1758年命名。在中国，分布于黑龙江、鸭绿江等，多栖息于含氧量高的山涧小溪、水塘中，成群活動。该物种的模式产地在欧洲。[4]
- 阿勒泰鱥（学名：Phoxinus phoxinus ujmonensis），Kaschtschenko于1899年命名。分布于俄罗斯以及新疆额尔齐斯河等，多生活于山涧小溪中。该物种的模式产地在鄂毕河上游卡通河。[5]
- 图们鱥（学名：Phoxinus phoxinus tumensis），Luo于1996年命名。在中国，分布于图门江等，一般栖息于山涧小溪中。该物种的模式产地在吉林。[6]

## 扩展阅读
維基物種上的相關：真鱥